# Куликівська сільська рада (Герцаївський район)
Куликі́вська сільська́ ра́да — адміністративно-територіальна одиниця та орган місцевого самоврядування в Герцаївському районі Чернівецької області. Адміністративний центр — село Куликівка.

## Загальні відомості
- Населення ради: 731 особа (станом на 2001 рік)

## Населені пункти
Сільській раді були підпорядковані населені пункти:
- с. Куликівка

## Склад ради
Рада складалася з 14 депутатів та голови.
- Голова ради: Гологан Георгій Георгійович
- Секретар ради: Апетрі Марина Іванівна

### Керівний склад попередніх скликань
| Прізвище, ім'я, по батькові | Основні відомості                                                 | Дата обрання | Дата звільнення |
| --------------------------- | ----------------------------------------------------------------- | ------------ | --------------- |
| Гологан Георгій Георгійович | Сільський голова, 1981 року народження, освіта вища, безпартійний | 26.03.2006   | 31.10.2010      |
| Гологан Георгій Георгійович | Сільський голова, 1981 року народження, освіта вища, безпартійний | 31.10.2010   |                 |

Примітка: таблиця складена за даними сайту Верховної Ради України

### Депутати
За результатами місцевих виборів 2010 року депутатами ради стали:

#### За суб'єктами висування
| Суб'єкт висування | Кількість обраних депутатів | %    |
| ----------------- | --------------------------- | ---- |
| Самовисування     | 10                          | 71,4 |
| Партія регіонів   | 4                           | 28,6 |

#### За округами
| № округу        | Прізвище, ім'я, по батькові  | Дата визнання обраним | Освіта             | Партійна приналежність | Відомості про обраного депутата                                              |
| --------------- | ---------------------------- | --------------------- | ------------------ | ---------------------- | ---------------------------------------------------------------------------- |
| Партія регіонів |                              |                       |                    |                        |                                                                              |
| 3               | Черней Лівія Іванівна        | 05.11.2010            | вища               | позапартійна           | Герцаївська ЦРЛ, педіатр                                                     |
| 4               | Кіріяк Корнелій Федорович    | 05.11.2010            | вища               | позапартійний          | Шевченківський РВ УМВС України в Чернівецькій обл. м. Чернівці, помічник СКР |
| 5               | Шкільна Олена Миколаївна     | 05.11.2010            | вища               | позапартійна           | Герцаївський ліцей, вчитель                                                  |
| 6               | Івашку Валерій Тодорович     | 05.11.2010            | вища               | позапартійний          | Герцаївська ЦРЛ, стоматолог                                                  |
| Самовисування   |                              |                       |                    |                        |                                                                              |
| 1               | Апетрі Володимир Миколайович | 05.11.2010            | середня спеціальна | позапартійний          | Прикордонний пункт Куликівка, інспектор прикордонного пункту                 |
| 2               | Дабуле Алла Костянтинівна    | 05.11.2010            | середня спеціальна | позапартійна           | фельдшерсько-акушерський пункт, фельдшер                                     |
| 7               | Тодерян Олександр Васильович | 05.11.2010            | вища               | позапартійний          | Тернавське лісництва, помічник лісничого                                     |
| 8               | Апетрі Марина Іванівна       | 05.11.2010            | вища               | позапартійна           | Куликівська сільська рада, секретар ради                                     |
| 9               | Апетрі Іван Іванович         | 05.11.2010            | вища               | позапартійний          | пенсіонер                                                                    |
| 10              | Кіцан Анжела Георгіївна      | 05.11.2010            | вища               | позапартійна           | Герцаївське районне споживче товариство, бухгалтер                           |
| 11              | Андрус Родика Адамівна       | 05.11.2010            | середня спеціальна | позапартійна           | приватний підприємець                                                        |
| 12              | Георгіу Петро Михайлович     | 05.11.2010            | середня спеціальна | позапартійний          | Герцаївське лісництво, лісник                                                |
| 13              | Івашку Тодор Георгійович     | 05.11.2010            | середня спеціальна | позапартійний          | пенсіонер                                                                    |
| 14              | Андрус Георгій Мирчевич      | 05.11.2010            | середня спеціальна | позапартійний          | приватний підприємець                                                        |